# Злобін Геннадій Карпович
Геннадій Карпович Злобін (нар. 15 жовтня 1927, місто Кадіївка, тепер Луганської області) — український радянський будівельник, партійний діяч. Заслужений будівельник України, голова Держбуду Української РСР. Перший президент Академії будівництва України. Депутат Верховної Ради УРСР 7—11-го скликань. Кандидат у члени ЦК КПУ в 1966—1971 р. Член ЦК КПУ в 1971—1990 р.

## Біографія
Народився в родині шахтаря Карпа Григоровича та домогосподарки Тетяни Кирилівни Злобіних. 
З 1935 року навчався в середній школі № 2 міста Кадіївки. 31 грудня 1941 року родина Злобіних була евакуйована в село Михайлівку Казахської РСР. Влітку 1942 року родина переїхала до міста Ленгеругля (Казахська РСР). У 1943 році закінчив 7-й клас середньої школи міста Ленгеругля. 
У 1943 році — учень у столярній майстерні рудоуправління «Ленгервугілля», потім учень у механічному цеху. У 1943—1944 роках — курсант Харківської спеціальної артилерійської школи у місті Чирчик.
У 1944 році вступив до Кадіївського гірничого технікуму. У 1945 році вступив до Харківського інституту інженерів-механіків, після закінчення першого курсу якого перевівся до Харківського гірничого інституту, який закінчив у 1951 році, отримавши спеціальність гірничого інженера-шахтобудівника.
У 1951—1952 роках — начальник будівельної дільниці шахтобуду на уранових розробках в системі Південно-Східного гірничо-хімічного комбінату поблизу Уч-Кургана Наманганської області Узбецької РСР.
У 1952—1953 роках — начальник дільниці, головний інженер будівельного управлінні з відновлення шахти № 4/біс міста Красного Луча Ворошиловградської області. З 1953 року — заступник начальника, начальник виробничого відділу тресту «Краснолучшахтобуд» Ворошиловградської області.
Член КПРС з 1955 року.
У 1956—1957 роках — головний інженер будівельного управління зі спорудження шахти «Ново-Павлівська—Східна». У 1957 році — начальник будівельного управління зі спорудження Харківських комсомольських шахт № 1 і № 2 тресту «Краснолучшахтобуд» Ворошиловградської області.
У 1957—1959 роках — головний інженер тресту «Свердловськшахтобуд» у місті Свердловську Луганської області. У 1959—1961 роках — заступник начальника технічного відділу, заступник головного інженера, головний інженер комбінату «Донбасантрацитшахтобуд» у місті Красному Лучі Луганської області.
У 1961 — лютому 1963 року — начальник комбінату «Донбасантрацитшахтобуд» у місті Красному Лучі Луганської області.
У лютому 1963 — березні 1964 року — заступник міністра будівництва Української РСР.
У березні 1964—1975 роках — завідувач відділу будівництва і міського господарства ЦК КПУ.
12 травня 1975 — 1990 року — голова Державного комітету Української РСР у справах будівництва (Держбуду).
З 1990 року — на пенсії. У 1990—1993 роках — президент Спілки цивільних інженерів України.
З 1993 по лютий 2015 року — президент Академії будівництва України.
Автор багатьох винаходів і патентів, публікацій, серед яких монографія ««Капитальное строительство в Украинской ССР» (1984), «Чернобыль - послеаварийная программа строительства» (1998), «Будівництво: видатні інженери України» (2000; усі – Київ).

## Нагороди
- орден Жовтневої революції (1971)
- чотири ордени Трудового Червоного Прапора (8.08.1964, 1966, 1973, 1986)
- орден Дружби народів (14.10.1977)
- орден «За заслуги» 3-го ст. (1997)
- медалі
- знак «Шахтарська слава» ІІІ, ІІ, І ступенів (1957, 1962, 1987)
- Почесна грамота Президії Верховної Ради Української РСР (20.03.1958)
- лауреат премії Академії будівництва України імені Буднікова (1997)
- двічі лауреат Державної премії в галузі науки і техніки (1981, 2000)
- заслужений будівельник Української РСР
- Орден Святого Дмитра Солунського 4-го ступеня з присвоєнням титулу «Воїн ордену „Святий Дмитро Солунський“» — за  високі досягнення і заслуги перед українським народом та Українською Православною Церквою (2000)
- Орден Української Православної Церкви святого рівноапостольного князя Володимира Великого IV ступеня (2000)
- Орден Української Православної Церкви преподобного Нестора літописця (2002)
- Орден Української Православної Церкви святого рівноапостольного князя Володимира Великого II ступеня (2003)
- Орден Української Православної Церкви преподобного Нестора літописця І ступеня (2004)
- Орден Помісної Української Православної Церкви святого рівноапостольного князя Володимира Великого IV ступеня (2022)